# فناوری ویوالدی
فناوری ویوالدی (به انگلیسی: Vivaldi Technnologies) یک شرکت تولید کننده نرم افزار است که در سال ۲۰۱۴ توسط جان استفنسون وون تتزچنر و تاتسوکی تومیتا تأسیس شد.

## مرورگر ویوالدی
این شرکت توسعه دهندهٔ مرورگر ویوالدی نیز هست و پیش نمایش اولین نسخهٔ این مرورگر را در تاریخ  ۷ بهمن ۱۳۹۳ منتشر کرد.
در ۶ آبان ۱۳۹۴، ویوالدی دو فیلم به نام "انتخاب" و یکی دیگر به نام "چرا ما یک مرورگر ساختیم؟". فیلم "چرا ما یک مرورگر ساختیم؟" که در کاخ نوآوران گلوکستر، ماساچوست فیلمبرداری شده بودند را در کانال خود قرار داد.
در ۱۸ فروردین ۱۳۹۵، فناوری ویوالدی، اولین نسخهٔ پایدار مرورگر ویوالدی ۱٫۰ را منتشر کرد.